# Hora azul

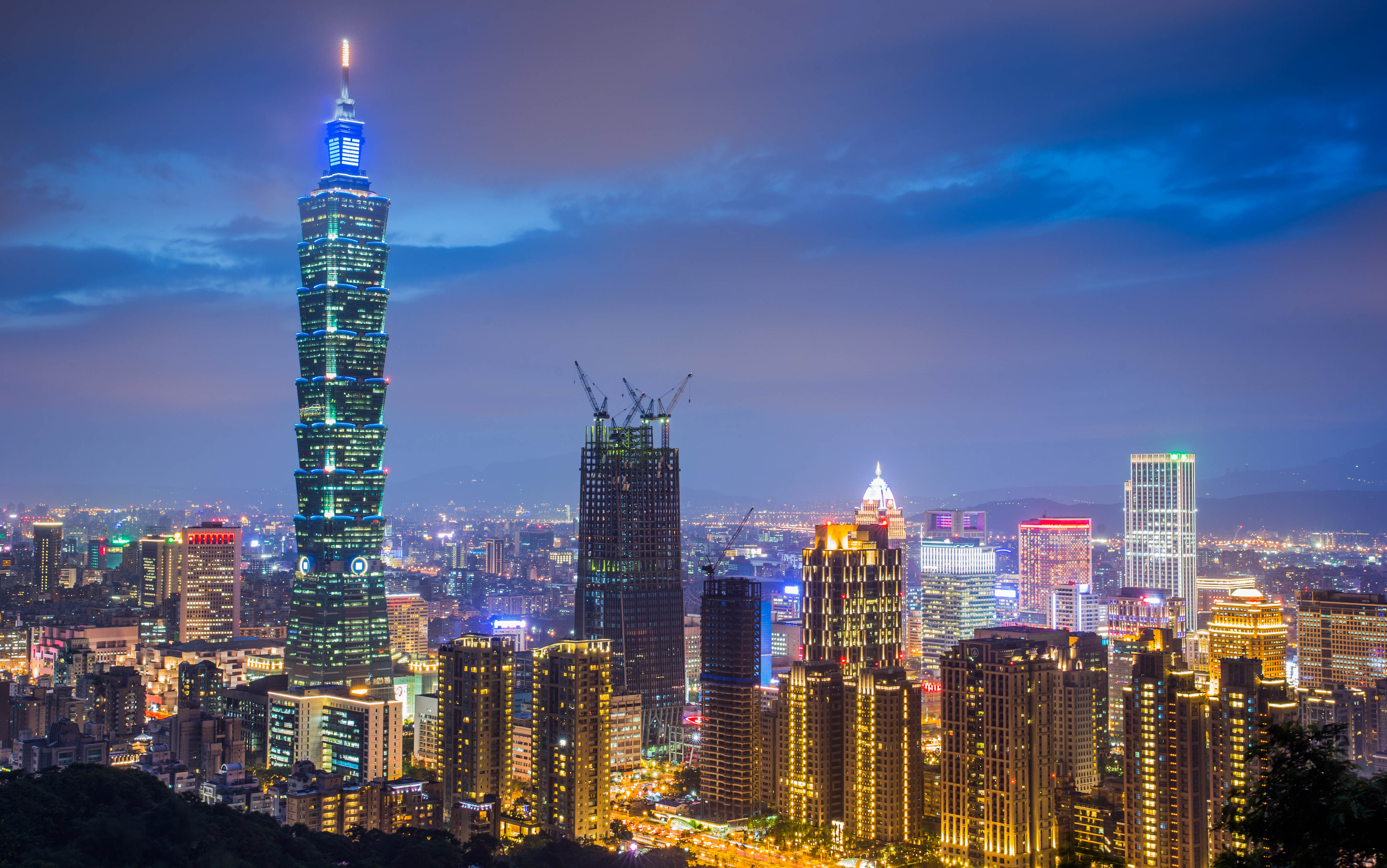
Hora azul en Taipéi, Taiwán.

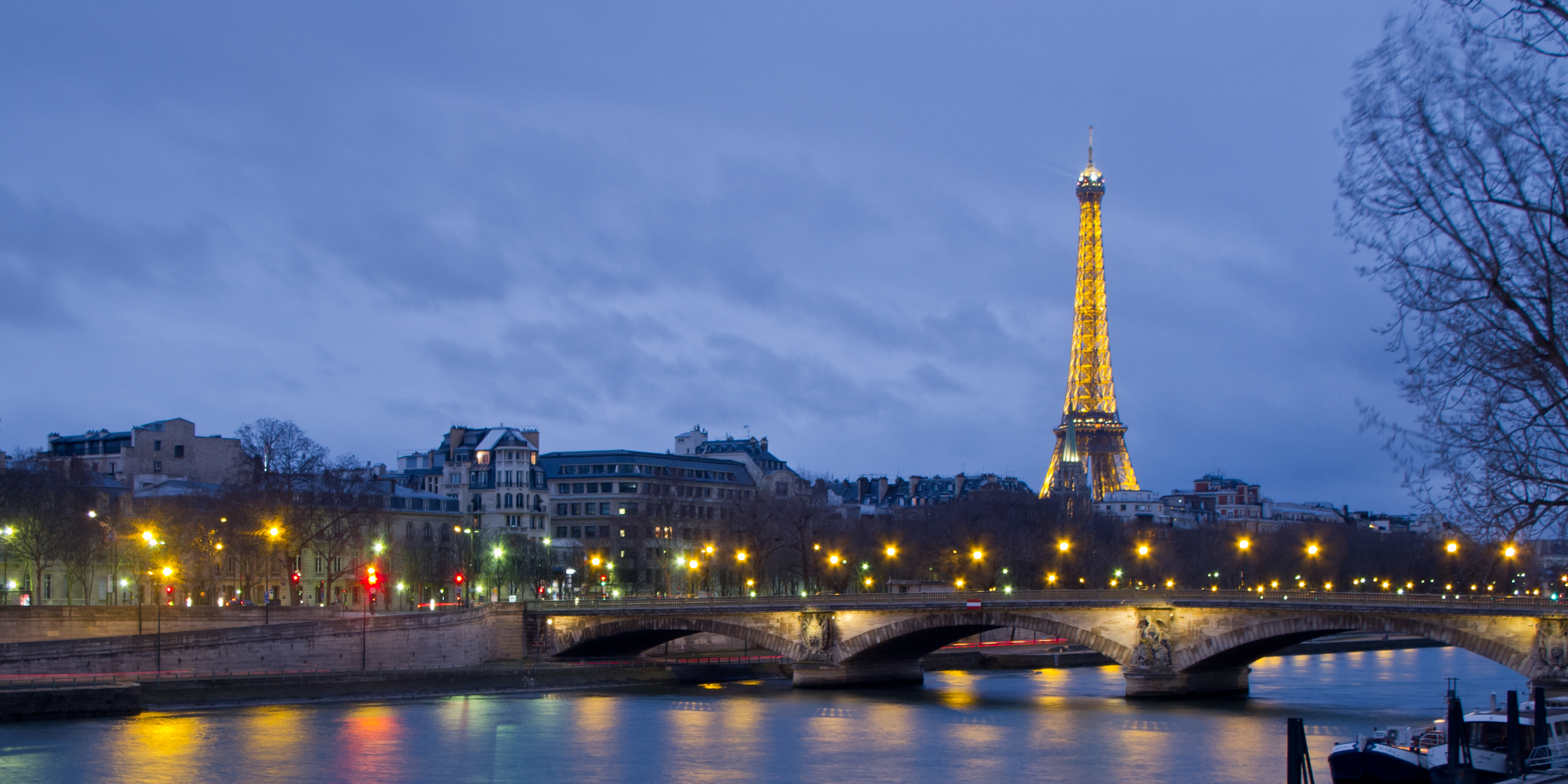
Hora azul en París.

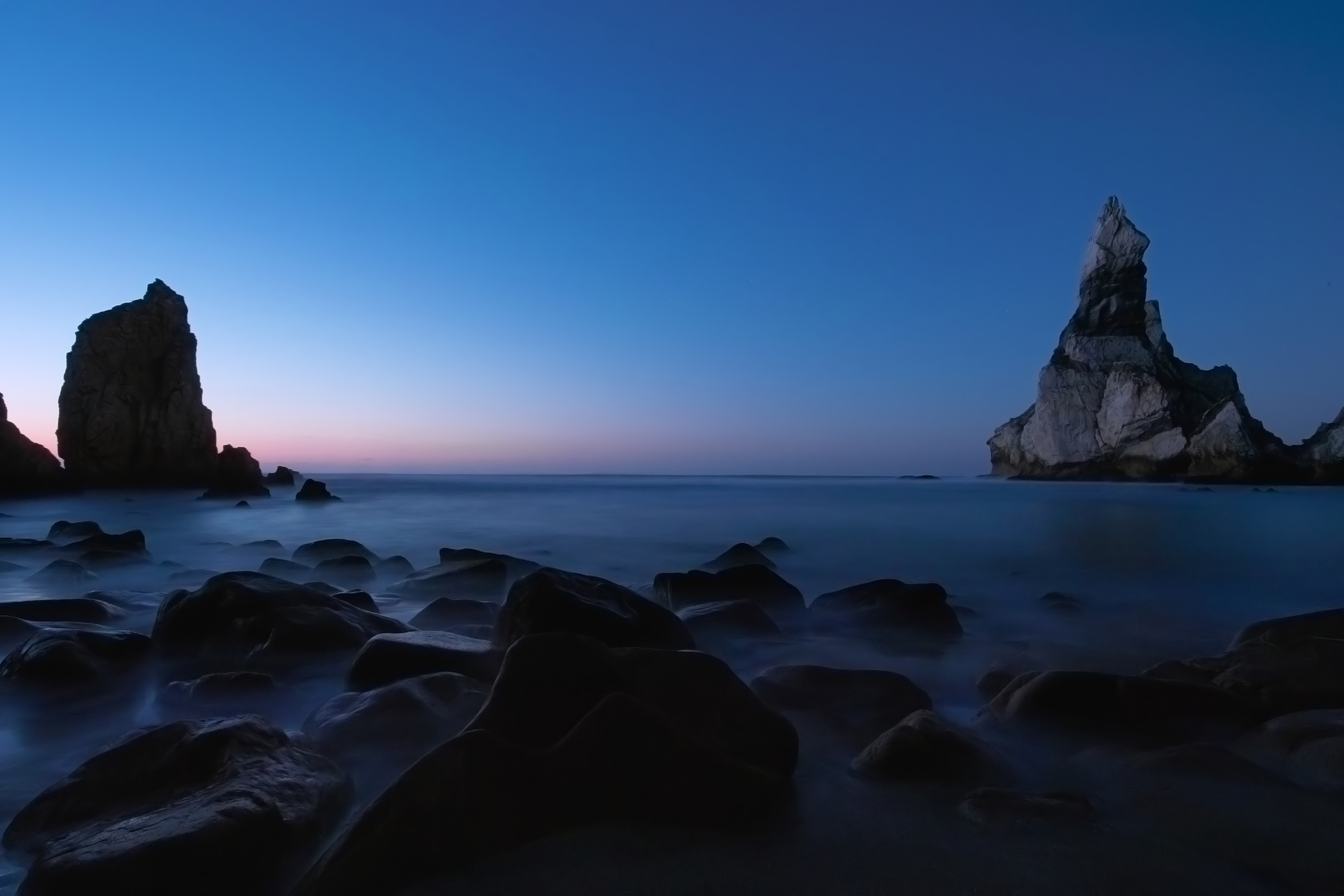
Playa en Sintra, Portugal, durante la hora azul.

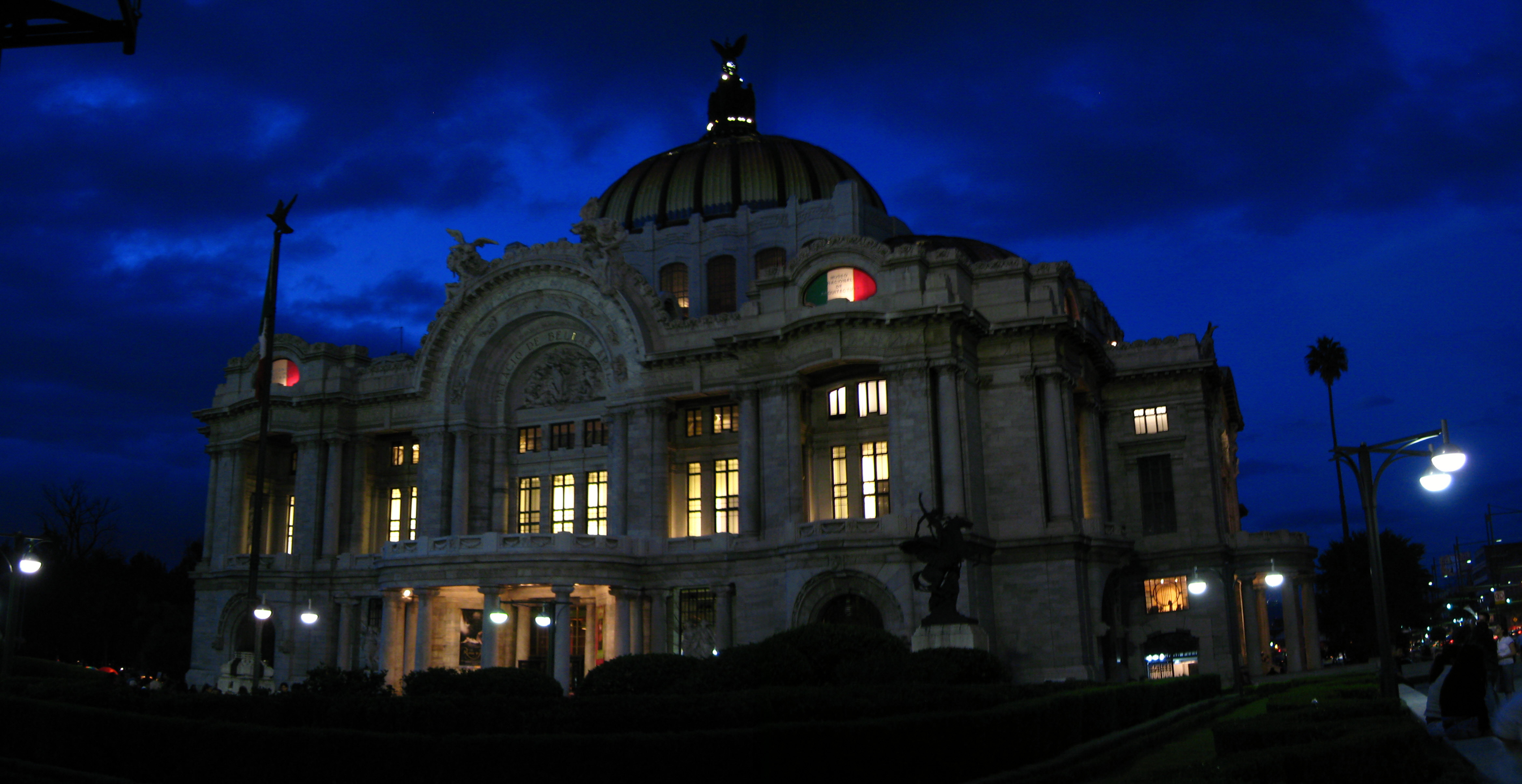
Hora azul en el Palacio de Bellas Artes de Ciudad de México.

La hora azul proviene de la expresión francesa l'heure bleue, que se refiere al período del crepúsculo cada mañana y por la noche donde no hay ni luz del día ni la más completa oscuridad. El tiempo se considera especial debido a la calidad de la luz en esta hora del día.
La hora azul es más corta en las regiones cercanas al ecuador debido a que el sol sale y se pone en ángulos pronunciados. En lugares más cercanos a los polos, los períodos de iluminación y crepúsculo son más largos ya que el sol sale y se pone en ángulos menos profundos.

## Una hora de inocencia
La frase también se usa para referirse a París inmediatamente antes de la Primera Guerra Mundial, que fue considerado como una época de inocencia relativa.[cita requerida]

## Influencia en la cultura popular

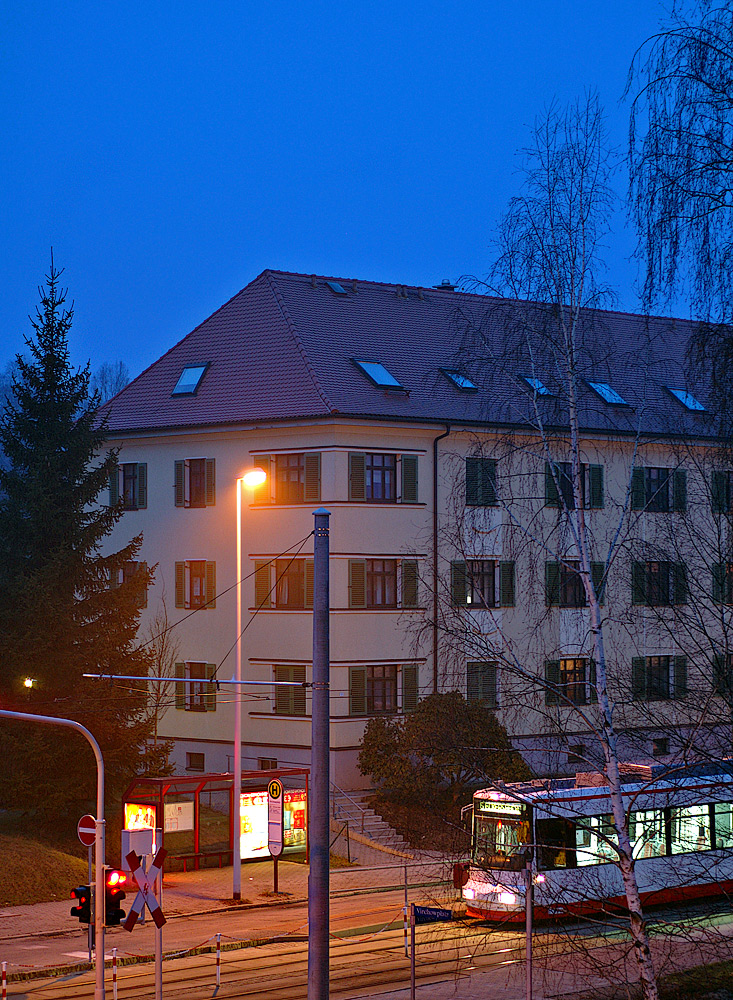
Hora azul en Zwickau, Alemania.

Como resultado de la especial percepción de este momento, hay varios restaurantes, teatros y hoteles con el nombre L'Heure Bleue en todo el mundo. También hay un perfume femenino de Guerlain (1912) del mismo nombre.[cita requerida]
En la cultura inglesa el término fue utilizado para describir el período de inactividad y la inutilidad de un bebedor cuando se encuentra con que los pubs y otros establecimientos autorizados han cerrado después de la sesión de la hora del almuerzo (por lo general las 15:30 horas) y no abrirán hasta la sesión de la tarde (por lo general 18:30 h) sobre la base de los horarios de apertura de pubs en Inglaterra.[cita requerida]

## Arte
L'Heure Bleue es un concepto que a menudo se expresa en las obras y en el pensamiento del artista contemporáneo Jan Fabre.